# Nieuwe Oostenburgerstraat
De Nieuwe Oostenburgerstraat is een straat op de Oostelijke Eilanden in Amsterdam-Centrum.
De straat is gelegen tussen de Oostenburgerdwarsstraat en de Nieuwe Oostenburgerdwarsstraat. De woonhuizen aan de oneven kant staan met hun achtergevels richting de Wittenburgervaart en kijken uit over de Ezelsbrug. De straat kreeg in 1874 haar naam, toen daar de N.V. Woning-Maatschappij in ruim een jaar tijd 244 woningen liet bouwen. De woningen zijn de zogenaamde arbeiderswoninkjes uit eind 19e eeuw en voor deze gelegenheid ontworpen door Dolf van Gendt. Een aantal daarvan is bij de sanering ten prooi gevallen aan sloop. In 2005 zijn alle resterende gebouwen aan de Nieuwe Oostenburgerstraat benoemd tot gemeentelijk monument, echter toen waren de huisnummers 1 en 2 al gesloopt. Een bijzonderheid is dat de straat amper 100 meter lang is en toch acht postcodes heeft:
- 1018MB: huisnummer 3
- 1018MC: huisnummers 5-7
- 1018MD: huisnummers 9-13
- 1018ME: huisnummers 15-19
- 1018MG: huisnummer 4
- 1018MH: huisnummers 6-10
- 1018MJ: huisnummers 12-14
- 1018MK: huisnummers 16-20

De Groote/Kleine Oostenburgerstraat liep parallel aan deze straat, maar is al lang uit het straatbeeld verdwenen. Aan die straat lagen de zeemagazijnen aan de Wittenburgervaart. De straat is alleen bereikbaar voor voetgangers.

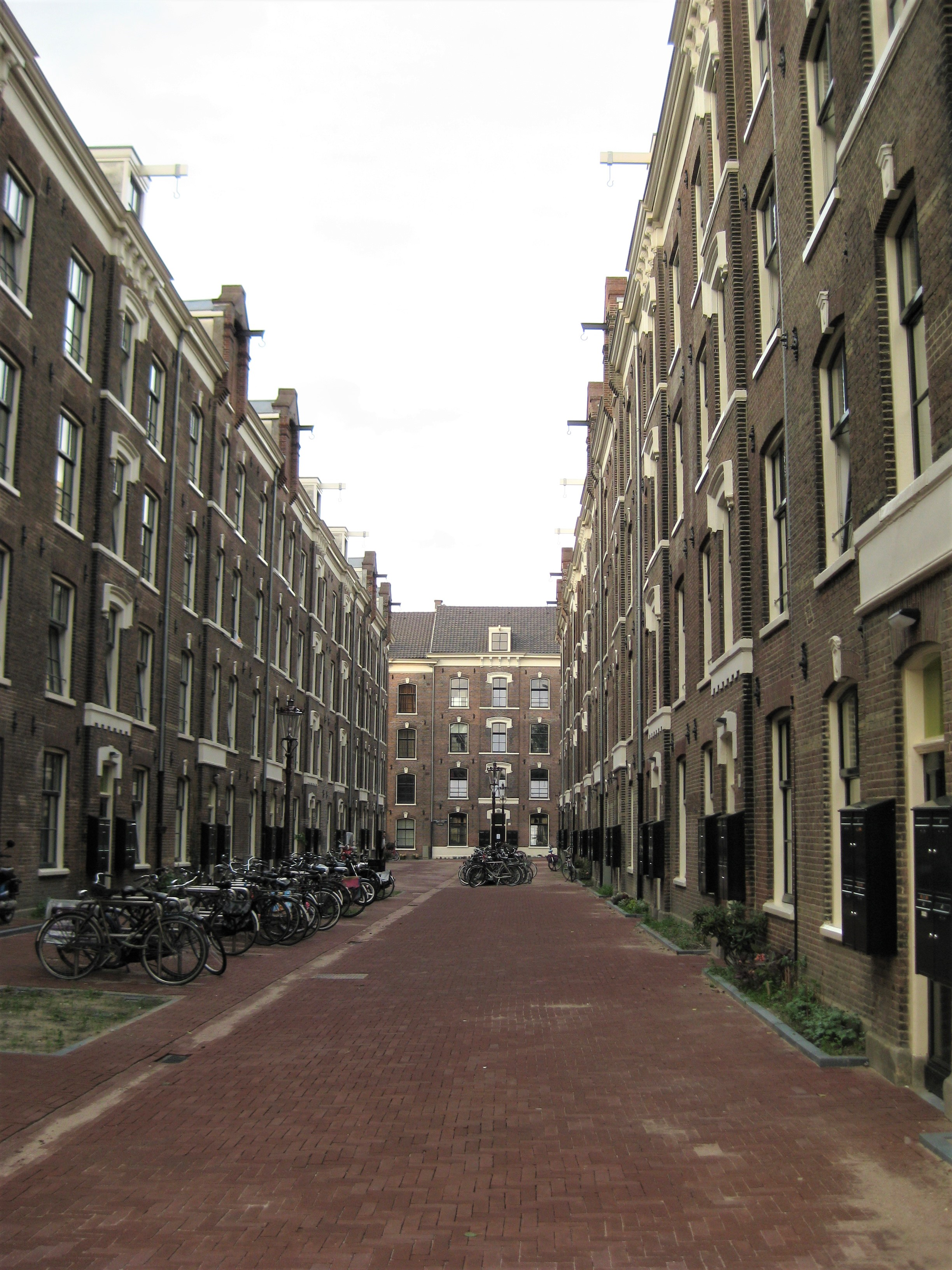
Nieuwe Oostenburgerstraat (2012)
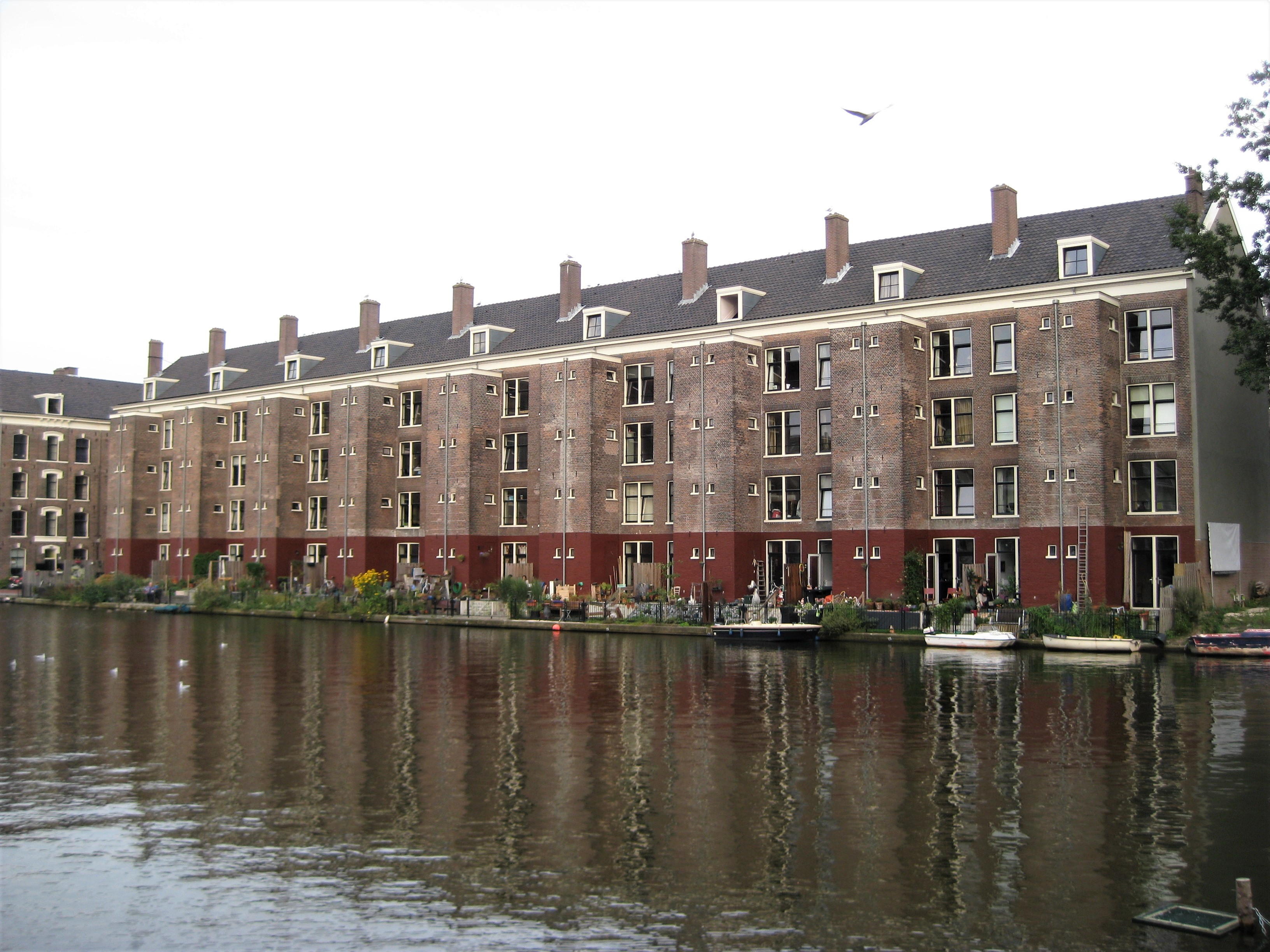
Achterzijde van de woningen (nrs. 3 t/m 19)